# Karol Parkanský
Karol Parkanský (* 31. srpna 1953) byl československý politik Komunistické strany Slovenska ze Slovenska, maďarské národnosti, a poslanec Sněmovny národů Federálního shromáždění za normalizace.

## Biografie
K roku 1986 se profesně uvádí jako vedoucí technických služeb JZD.
Ve volbách roku 1986 zasedl za KSS do slovenské části Sněmovny národů (volební obvod č. 95 – Dvory nad Žitavou, Západoslovenský kraj). Ve Federálním shromáždění setrval do konce funkčního období, tedy do voleb roku 1990. Netýkal se ho proces kooptací do Federálního shromáždění po sametové revoluci.